# Atletismo nos Jogos Pan-Americanos de 1983 - Lançamento de martelo masculino
A prova do lançamento de martelo masculino nos Jogos Pan-Americanos de 1983 foi realizada em Havana, Cuba.

## Medalhistas
| Ouro                      | Prata                     | Bronze                        |
| Genovevo Morejón CUB Cuba | Harold Willers CAN Canadá | Alfredo Luis Guillot CUB Cuba |

## Resultados
| Posição           | Nome                 | Nacionalidade            | Marca | Notas |
| ----------------- | -------------------- | ------------------------ | ----- | ----- |
| Medalha de ouro   | Genovevo Morejón     | CUB Cuba                 | 65.34 |       |
| Medalha de prata  | Harold Willers       | CAN Canadá               | 64.22 |       |
| Medalha de bronze | Alfredo Luis Guillot | CUB Cuba                 | 63.16 |       |
| 4                 | Luis Martínez        | PUR Porto Rico           | 56.52 |       |
| 5                 | Andrés Polemil       | DOM República Dominicana | 56.12 |       |